# مرد بدون ستاره
مرد بدون ستاره (انگلیسی: Man Without a Star) یک فیلم در ژانر وسترن به کارگردانی کینگ ویدور است که در سال ۱۹۵۵ منتشر شد.

## بازیگران
- کرک داگلاس
- جین کرین
- کلر تروور
- ویلیام کمبل
- ریچارد بون
- مارینا هانسن
- مارا کوردی
- جک ایلام
- لی وان کلیف
- شب وولی
- جورج دی. والاس
- فرانک میلز